# Val-d’Usiers
Val-d’Usiers ist eine französische Gemeinde mit 2.128 Einwohnern (Stand: 1. Januar 2022) im Département Doubs in der Region Bourgogne-Franche-Comté. Sie gehört zum Arrondissement Pontarlier und ist Mitglied im Gemeindeverband Communauté de communes Altitude 800.

## Gemeindegliederung

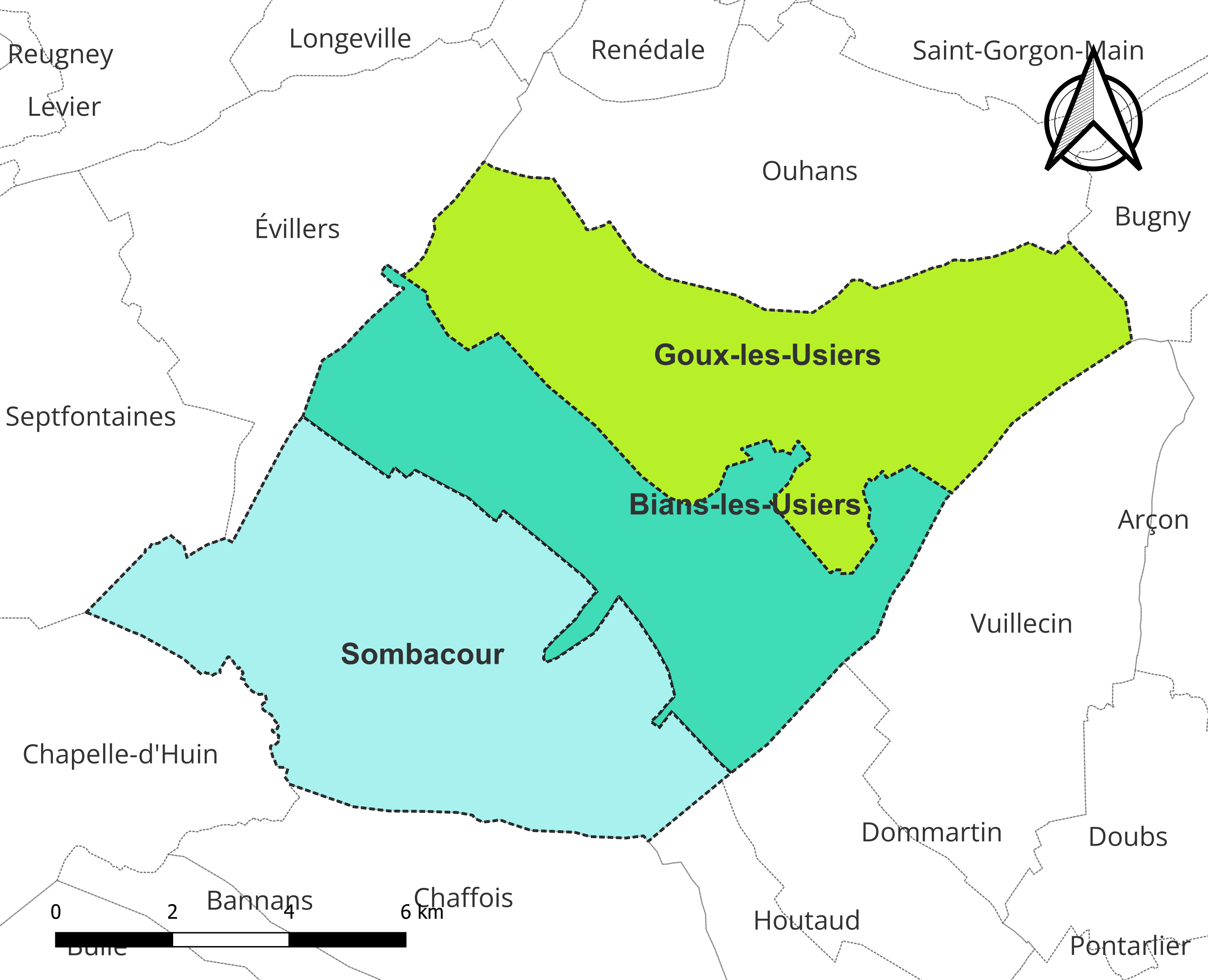
Gemeindegliederung

Sie entstand mit Wirkung vom 1. Januar 2024 als Commune nouvelle durch Zusammenlegung der bis dahin selbstständigen Gemeinden Bians-les-Usiers, Goux-les-Usiers und Sombacour, die fortan den Status von Communes déléguées besitzen. Der Verwaltungssitz befindet sich in Bians-les-Usiers.
| Commune déléguée                   | Ehemaliger INSEE-Code | PLZ   | Fläche (km²) | Einwohnerzahl (2022) |
| ---------------------------------- | --------------------- | ----- | ------------ | -------------------- |
| Bians-les-Usiers (Verwaltungssitz) | 25060                 | 25520 | 14,01        | 697                  |
| Goux-les-Usiers                    | 25282                 | 25520 | 17,63        | 805                  |
| Sombacour                          | 25549                 | 25520 | 19,30        | 626                  |

## Geografie
Val-d’Usiers liegt auf 740 m Höhe, etwa 36 Kilometer südsüdöstlich von Besançon und etwa zehn Kilometer nordwestlich von Pontarlier. Das Haufendorf erstreckt sich im Jura, am südöstlichen Rand des Hochplateaus von Val d’Usiers, am Fuß des Mont Séverin.
Die Fläche des 50,94 km² großen Gemeindegebiets umfasst einen Abschnitt des französischen Juras. Der westliche Teil des Gebietes wird vom leicht gewellten Plateau des Val d’Usiers eingenommen, das durchschnittlich auf 720 m liegt und überwiegend von Wiesland bedeckt ist. Nordöstlich des Gemeindegebiets beginnt ein Trockental, das topographisch zum Einzugsgebiet der Loue gehört. Südöstlich von Val-d’Usiers leitet die rund 150 m hohe Geländestufe des Bois des Raffours zum Höhenrücken des Mont Séverin (mit 919 m die höchste Erhebung der Gemeinde) und des Mont d’Usiers (880 m) und weiter östlich zum Hochplateau von La Vrine (auf 860 m) über. Ganz im Osten reicht das Gemeindeareal bis an den Fuß des Mont Pelé. Das gesamte Gebiet besitzt keine oberirdischen Fließgewässer, weil das Niederschlagswasser im verkarsteten Untergrund versickert.
Umgeben wird Val-d’Usiers von den neun Nachbargemeinden:
| Évillers        | Ouhans                                      | Bugny             |
| Septfontaines   | Kompassrose, die auf Nachbargemeinden zeigt | Vuillecin         |
| Chapelle-d’Huin | Chaffois                                    | Dommartin Houtaud |

## Sehenswürdigkeiten
| Name                                       | Ort                            | Bemerkungen                                                       | Bild |
| ------------------------------------------ | ------------------------------ | ----------------------------------------------------------------- | ---- |
| Pfarrkirche Immaculée-Conception           | Bians-les-Usiers               | 19. Jahrhundert                                                   |      |
| Pfarrkirche Saint-Claude                   | Bians-les-Usiers, Pissenavache | 19. Jahrhundert                                                   |      |
| Kirche Saint-Valère                        | Goux-les-Usiers                | 1725 erbaut, seit 1992 als Monument historique klassifiziert      |      |
| Monumentalkreuz                            | Goux-les-Usiers                | 16. Jahrhundert, seit 1989 als Monument historique eingeschrieben |      |
| Pfarrkirche Saint-Gervais et Saint-Protais | Sombacour                      | 1493 errichtet                                                    |      |

## Bildung
Die Gemeinde verfügt über eine öffentliche Vor- und Grundschule (École primaire) in Sombacour und über eine öffentliche Grundschule (École élémentaire) in Goux-les-Usiers.

## Wirtschaft
Die Ortsteile von Val-d’Usiers waren bis weit ins 20. Jahrhundert hinein vorwiegend durch die Landwirtschaft, insbesondere Milchwirtschaft und Viehzucht, sowie durch die Forstwirtschaft geprägte Dörfer. Daneben gibt es heute einige Betriebe des lokalen Kleingewerbes, unter anderem eine moderne Käserei, eine
Futtermittelfabrik und eine Sägerei. Mittlerweile hat sich die Gemeinde auch zu einer Wohngemeinde gewandelt. Viele Erwerbstätige sind Wegpendler, die in den größeren Ortschaften der Umgebung ihrer Arbeit nachgehen.
Val-d’Usiers liegt in den Zonen AOC

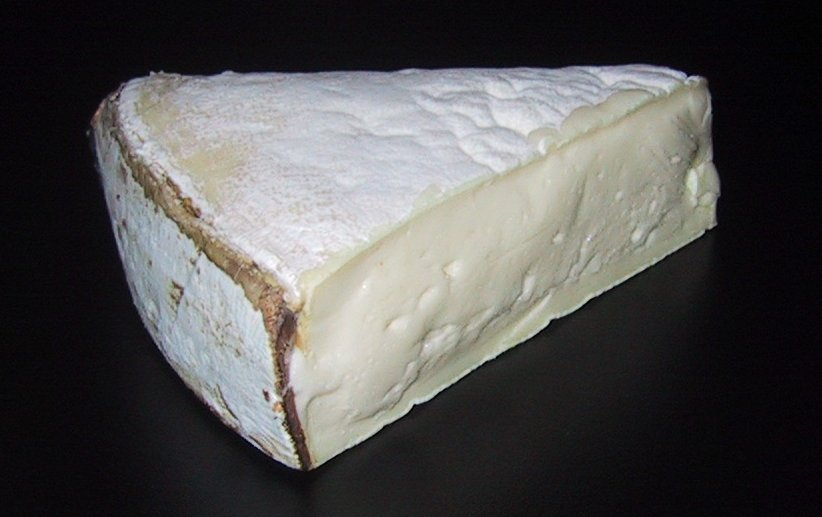
Mont-d’Or-Käse

- des Bois de Jura, des geschnittenen Holzes von Weiß-Tannen oder von Gemeinen Fichten,
- des Comté, einem Hart-Rohmilchkäse,
- des Mont-d’Or, oder auch Vacherin du Haut-Doubs genannt, einem Weichkäse aus Kuhmilch und
- des Morbier, einem halbfesten Schnittkäse.[3]

## Verkehr
Val-d’Usiers liegt fernab größerer Verkehrsachsen. Kleine Départementsstraßen und lokale Landstraßen verbinden die Gemeinde mit den umliegenden Nachbargemeinden.